# Lelo Costa
Pedro Miguel Costa Carvajal (Lurigancho-Chosica, 17 de septiembre de 1945), conocido por su nombre artístico Lelo Costa, es un actor cómico peruano. Alcanzó a la popularidad por haber formado parte de la época dorada del humor peruano y por participar en los programas humorísticos del comediante Carlos Álvarez.

## Biografía
Nació el 17 de septiembre de 1945, en Lurigancho-Chosica, distrito de la capital Lima; bajo el nombre completo de Pedro Miguel Costa Carvajal.
Comenzó su carrera artística a los ocho años, cuando fue descubierto por el periodista Guido Monteverde en el año 1954, en el cual le ha permitido participar en los teatros realizando fotomímicas para entretener a su público.
A partir de los años 1960, utiliza el nombre artístico de Lelo Costa, en honor a los cómicos estadounidenses Dean Martin y Jerry Lewis, conocidos por sus personajes de Lalo y Lelo. Ya para esa época, Costa comenzaría a participar en los proyectos teatrales del fallecido compositor Augusto Polo Campos.
Pero fue hasta el año 1980, cuando se integra a la comedia peruana Risas y salsa, desempeñándose como actor cómico hasta 1987.Al año siguiente, se une con Miguel Barraza para la elaboración del mismo formato Yo mismo soy.[cita requerida]
En el año 1989 le llegó la oportunidad de trabajar con el comediante Carlos Álvarez dentro de su programa cómico Las mil y una de Carlos Álvarez y posteriormente Caiga quien caiga en 1998.[cita requerida]
Años más tarde, volvió a trabajar con Álvarez para la otra producción del mismo formato El especial del humor en 2004, donde logró así alcanzar al estrellato, interpretando a sus personajes cómicos y participando en la secuencia Los vecinos de Ate y La Molina junto a Jorge Benavides y Walter «Cachito» Ramírez. Con la comedia peruana, Costa permaneció por varias temporadas consecutivas hasta su renuncia en 2010.
Al poco tiempo, continuó trabajando con Álvarez para sus siguientes espacios: El estelar del humor (2011), El cártel del humor (2012-2014; 2019), Nadie se salva (2015), Habla bien (2016-2017), Al diablo con la noticia (2017-2019), Oe ¿es en serio? (2019) y La vacuna del humor (2020-2022). Durante su etapa televisiva, se destacó por el personaje del «Capitán Maricielo».
Participó en el espectáculo homenaje a su trayectoria artística en el Teatro Canout en 2019, compartiendo junto a los otros cómicos Melcochita y Javier Santagadea.
En el año 2022, Costa fue diagnosticado con cáncer, en el cual fue confirmado por su excompañero de trabajo Carlos Álvarez durante su entrevista con el también comediante Ricardo Mendoza, en el cual recibió tratamiento médico en el Instituto Nacional de Enfermedades Neoplásticas, siendo dado de alta días más tarde.
En la actualidad, se encuentra alejado de la televisión.[cita requerida]

## Televisión
| Año       | Título                          | Rol                         | Emisión                      |
| --------- | ------------------------------- | --------------------------- | ---------------------------- |
| 1980-1987 | Risas y salsa                   | Actor cómico                | Panamericana Televisión      |
| 1988      | Yo mismo soy                    | Actor cómico                | Panamericana Televisión      |
| 1989-1997 | Las mil y una de Carlos Álvarez | Actor cómico y varios roles | Frecuencia Latina            |
| 1998-1999 | Caiga quien caiga               | Actor cómico y varios roles | ATV                          |
| 1999-2000 | Los Álvarez                     | Actor cómico y varios roles | Televisión Nacional del Perú |
| 2000-2003 | Risas latinas                   | Actor cómico y varios roles | Frecuencia Latina            |
| 2003-2004 | Los inimitables                 | Actor cómico y varios roles | Frecuencia Latina            |
| 2004-2010 | El especial del humor           | Actor cómico y varios roles | Frecuencia Latina            |
| 2011-2012 | El estelar del humor            | Actor cómico y varios roles | ATV                          |
| 2012-2014 | El cártel del humor             | Actor cómico y varios roles | ATV                          |
| 2019      | El cártel del humor             | Actor cómico y varios roles | ATV                          |
| 2015      | Nadie se salva                  | Actor cómico y varios roles | América Televisión           |
| 2015      | Versus, nadie se salva          | Actor cómico y varios roles | América Televisión           |
| 2016-2017 | Habla bien                      | Actor cómico y varios roles | América Televisión           |
| 2017-2019 | Al diablo con la noticia        | Actor cómico y varios roles | Willax Televisión            |
| 2019      | Oe, ¿es enserio?                | Actor cómico y varios roles | ATV                          |
| 2020-2022 | La vacuna del humor             | Actor cómico y varios roles | Willax Televisión            |
| 2021      | La vacuna presidencial          | Actor cómico y varios roles | Willax Televisión            |